# Чернівці (генералат)
Чернівецький генералат (нім. Generalat Czernowitz) — тимчасова (військова) адміністративно-територіальна одиниця Габсбурзької монархії на території західної Буковини.

## Передумови
Під час Російсько-турецької війни (1768—1774) Буковина з 1769 знаходилась під контролем російської армії, та управлялась Російською Військовою Адміністрацією.

Після завершення війни Габсбурзька монархія, бажаючи покращити сполучення між своїми землями, висунула претензії на Буковину. Свої вимоги аргументувала тим, що за результатами Першого поділу Речі Посполитої (1772) Габсбурзька монархія володіла Галичиною та мала права на всі історичні землі колишнього Галицького князівства.
Подібне обґрунтування породило багато скепсису, оскільки «австрійська корона» не доклала зусиль до об'єднання з галицьким королівством всіх колишніх володінь (східна частина Буковини) — Хотинський цинут. Натомість долучила землі, які Галицьким князівством тільки контролювалися — Сучавський цинут Молдавського князівства.
Російська імперія залишила Буковину в середині 1774 році.
Вже 31 серпня того ж року австрійські війська під командуванням генерала Габріела фон Сплені зайняла Чернівці. Встановлення контролю над Буковиною завершилось у другій половині жовтня 1774 року.

## Управління анексованою територією
В період між серпнем 1774 — травнем 1775 р.р. в офіційній військовій переписці територія називалась — Чернівецький генералат.

Вищою посадовою особою був Голова Військової Адміністрації генерал Габріел Сплені фон Міхальді, який підпорядковувався безпосередньо Придворній військовій раді у Відні та Генеральному командуванню у Львові.

Органом управління Чернівецького генералату була Військова Адміністрація (нім. Militär-Administration).
Основним завданням Військової адміністрації було утримати територію до владнання юридичних формальностей (пов'язаних з легітимізацією анексії).

## Населення
За даними подвірного перепису населення (1772—1773 та 1774 рр.), на території північних повітів Молдавського князівства проживало від 68704 до 84514 осіб. На момент заволодіння австрійськими військами, у північно-західній частині Буковини мешкало 17047 сімей.
Визначити пропорційне співвідношення етнічних груп достеменно встановити неможливо, оскільки ні за етнічною приналежністю ні за рідною мовою перепис не проводився. З'ясовувалась приблизна загальна кількість населення (кількість дворів) та розподіл населення за віросповіданням.
За деякими побічними факторами визначають, що на момент анексії Буковини Габсбургами — русинів було — від 54 до 58 % (за різними оцінками), близько 25 % — волохи. Достеменно встановлено, що з усіх населених пунктів Буковини (австрійської частини) тільки в 28-и зовсім не було русинів, волохів — в 64-х.

## Завершення місії
7 травня 1775 року в Константинополі було укладено Конвенцію між Османською імперією та Габсбурзькою монархією про передачу Буковини. На базі Чернівецького генералату створено Дистрикт Буковина.